# Anästhetikum
Ein Anästhetikum (Plural Anästhetika) ist ein Medikament, das zur Erzeugung einer Anästhesie, das heißt zur spezifischen Herbeiführung einer Allgemeinanästhesie oder Lokalanästhesie, verwendet wird. Es verursacht damit einen Zustand der Empfindungslosigkeit zum Zweck einer operativen, diagnostischen oder krampfanfallbeseitigenden Maßnahme.

## Systematik
Je nachdem, ob die Wirkstoffe auf den ganzen Organismus oder nur einen Teil desselben (lokal) einwirken, werden zwei Gruppen von Anästhetika unterschieden. Allerdings müssen lokal wirksame Anästhetika in der Regel auch so appliziert werden, dass der Wirkstoff sich im Organismus nicht übermäßig verteilen kann, da beispielsweise eine (versehentliche) intravenöse Injektion zu gravierenden Nebenwirkungen führen kann.

### Lokalanästhetikum
Setzt das Arzneimittel die Schmerzempfindung örtlich begrenzt herab, spricht man von einem Lokalanästhetikum. Es wird im Rahmen einer Lokalanästhesie (bzw. Regionalanästhesie) eingesetzt, also einer örtlichen Schmerzausschaltung im Bereich von Nervenendigungen oder Leitungsbahnen, ohne das Bewusstsein zu beeinträchtigen.
Geschichte der örtlichen Betäubungen:
Seit dem Altertum bemühten sich Ärzte Schmerzen zu lindern. Neben der Verabreichung von Rauschmitteln als Narkotikum zur Erzeugung eines narkoseähnlichen Zustandes wurde beispielsweise in der arabischen Medizin das Abschnüren von Gliedmaßen als Methode der Schmerzunterdrückung angewandt. Zur Mitte des 17. Jahrhunderts entdeckte der Chirurg Marco Aurelio Severino (1580–1656) die Kälteanästhesie, die jedoch bald wieder in Vergessenheit geriet.
Im Jahr 1499 erwähnte der spanische Priester Thomas Ortiz die Cocablätter als Nahrungs- und Genussmittel der Eingeborenen. Cocain, das erste Arzneimittel der lokalen Schmerzausschaltung, ist ein Alkaloid eines in Südamerika beheimateten Strauches. 1880 forderte der Chirurg Vassili Konstantinovich Anrep (1852–1918) die Prüfung von Cocain als örtliches Anästhetikum aufgrund von Tier- und Selbstversuchen. Auch Sigmund Freud stellte in den Jahren 1883/84 eine anästhesierende Wirkung auf Haut und Schleimhäute fest und empfahl es als Mittel gegen Depression, Brechreiz und Magenkatarrh. 1884 schlug Carl Koller Cocain als Anästhesierung am Auge vor. 1885 entdeckte der amerikanische Chirurg William Stewart Halsted (1852–1922) die Injektion der Arzneistofflösung in die Nähe des Nervs. 1892 erfolgte die von dem deutschen Chirurgen Carl Ludwig Schleich (1859–1922) entwickelte Infiltrationsanästhesie. Durch die Applikation einer halbprozentigen Cocainlösung in den Spinalkanal erreichte der Chirurg August Bier (1861–1949) 1898 eine komplette Anästhesie der unteren Extremitäten und begründete damit die Lumbalanästhesie. Auf der Suche nach einem Anästhetikum mit geringerer Toxizität, entdeckte der Apotheker Eduard Ritsert (1859–1946) 1890 Benzocain und führte 1902 zur Produktion des Anästhesins, das vor allem als Oberflächenanästhetikum Anwendung fand. Georg Merling (1856–1939) sah Methylpiperidin als die für die lokalanästhetische Wirkung verursachende funktionelle Gruppe des Cocains an und stellte 1895 das Eucain A her. Eucain A war weniger toxisch als Cocain und hitzesterilisierbar, jedoch traten nach Injektion Reizwirkungen und Hyperämie auf. 1897 stellten Carl Dietrich Harries (1866–1923) und Albrecht Schmidt (1864–1945) unabhängig voneinander das Eucain B her, das als wesentlich untoxischere Verbindung Cocain zu verdrängen vermochte. Im Unterschied dazu sah der Chemiker Alfred Einhorn (1856–1917) den stickstofffreien Teil des Cocainmoleküls als die Ursache für die anästhetische Wirkung. 1897 gelangte er zum Orthoform, welches mehrere Jahre als Oberflächenanästhetikum verwandt wurde. 1898 konnte Richard Willstätter die Struktur des Cocains aufklären und Einhorns getroffene Feststellung, dass der Benzoesäureester selbst, wie seine Substitutionsprodukte, anästhesierend wirken, bestätigen. Von den von Einhorn hergestellten Verbindungen erwies sich das Novocain als besonders geeignet und konnte Cocain fast vollständig verdrängen. In den folgenden Jahren wurde das Novocainmolekül systematisch weiter verändert. 1931 konnte Tetracain, ein Oberflächenanästhetikum, in die Therapie eingeführt werden. Besonders Lidocain zeichnete sich durch eine größere Hydrolysestabilität, längere Wirkungsdauer, schnelleren Wirkungseintritt und größere Wirkstärke aus.

### Allgemeinanästhetikum
Von einem Allgemeinanästhetikum oder Narkotikum (Narkosemittel, früher auch Narcoticum und Narkoticum) wird bei Mitteln gesprochen, die eine Allgemeinanästhesie (Narkose) erzeugen, also eine Schmerz- und Bewusstseinsausschaltung im zentralen Nervensystem bewirken, aus der der Patient nicht erweckbar ist. Die Allgemeinanästhesie setzt sich aus einer sensorischen (Blockade der Schmerzempfindung), mentalen (Blockade von Bewusstsein und Erinnerungsvermögen), motorischen (Blockade der motorischen Reaktion) und reflektorischen Komponente (Hemmung von vegetativen Reaktionen) zusammen. Diese werden von verschiedenen Wirkstoffen in verschiedenem Ausmaß bewirkt. Als Untergruppen werden nach dem Weg der Verabreichung Injektionsanästhetika (für die intravenöse Narkose oder zur intramuskulären Anwendung), die in eine Vene oder einen Muskel injiziert werden, von (meist volatilen) Inhalationsanästhetika unterschieden, die mit der Atemluft zugeführt werden. Zu den Injektionsanästhetika werden Schlafmittel (Hypnotika) wie Propofol, Etomidat und Barbiturate, (selten GHB), Sedativa wie Benzodiazepine, Schmerzmittel (Analgetika) wie Opioide und Ketamin und manchmal im weitesten Sinne bzw. als „Additiva“ auch die weder analgetisch noch sedierend wirkenden Muskelrelaxantien gezählt. Mit Ausnahme von Ketamin und Etomidat bewirken alle Inhalations- und Injektionsanästhetika eine Dämpfung der efferenten Sympathikusaktivität zur Muskulatur in Ruhe und eine Dämpfung der Reagibilität des sympathischen Nervensystems auf Blutdruckabfälle. Die Spanne zwischen der gerade noch wirksamen Menge und der Menge, die eine tiefe Allgemeinanästhesie bewirkt, nennt man Narkosebreite.
Opium und Cannabis indica waren bereits um 1550 v. Chr. (belegt im Papyrus Ebers) in Ägypten als Narkotika bekannt. Mandragorawein fand im 1. Jahrhundert n. Chr. bei Pedanios Dioskurides Verwendung.
Der Begriff Betäubungsmittel umfasst eine ähnliche Stoffgruppe, ist aber als Rechtsbegriff aus dem deutschen Betäubungsmittelgesetz (BtMG) nicht deckungsgleich.
Wirktheorien der Allgemeinanästhesie:
Erste Narkosetheorien stellten auch Ernst von Bibra und Emil Harless 1847 auf. Sie vermuteten, dass durch den zur Narkose benutzten Äther Fettbestandteile des zentralen Nervensystems teilweise gelöst und in der Leber abgelagert würden. Obwohl sich auch die heute verwendeten Anästhetika gemäß der Meyer-Overton-Korrelation beschreiben lassen, lassen sich Theorien über die Wirkmechanismen von Anästhetika, die auf ihr beruhen (Einfluss auf die Lipidbestandteile des zentralen Nervensystems), nicht mehr aufrechterhalten. Die Vorstellung eines einheitlichen Mechanismus (Unitaritäts-Prinzip) von Anästhetika wird heute als veraltet angesehen und vom Konzept der multiplen Wirkmechanismen und Wirkorte abgelöst. Wirkungen auf eine Reihe von (Protein-basierten) Rezeptoren und Ionenkanälen (Opioid-Rezeptor, GABAA-Rezeptor, NMDA-Rezeptor, Natrium- und Kalium-Kanäle) und andere Modifikation der synaptischen Signalübertragung in verschiedenen Bereichen des zentralen Nervensystems, die für einzelne Anästhetika in unterschiedlichem Ausmaß existieren, werden nach heutigem Wissensstand für die verschiedenen Dimensionen einer Narkose als Ursache gesehen. Eine umfassende Narkosetheorie, die sich aus den bekannten Mechanismen erklären lässt, liegt jedoch nicht vor, sodass eine Wirkung gemäß der Meyer-Overton-Hypothese letztlich nicht ausgeschlossen werden kann und zum Teil auch kontrovers diskutiert wird.

## Historische Literatur
- Alfred Joseph Clark: Aspects of the history of anaesthetics. In: British Medical Journal. 2, November 1938, S. 1029–1034.
- Ludger Lallemand, Maurice Perrin, J.-L.-P. Duroy: Du rôle de l’alcool et des anesthésiques dans l’organisme. Paris 1860.